# 비에이정

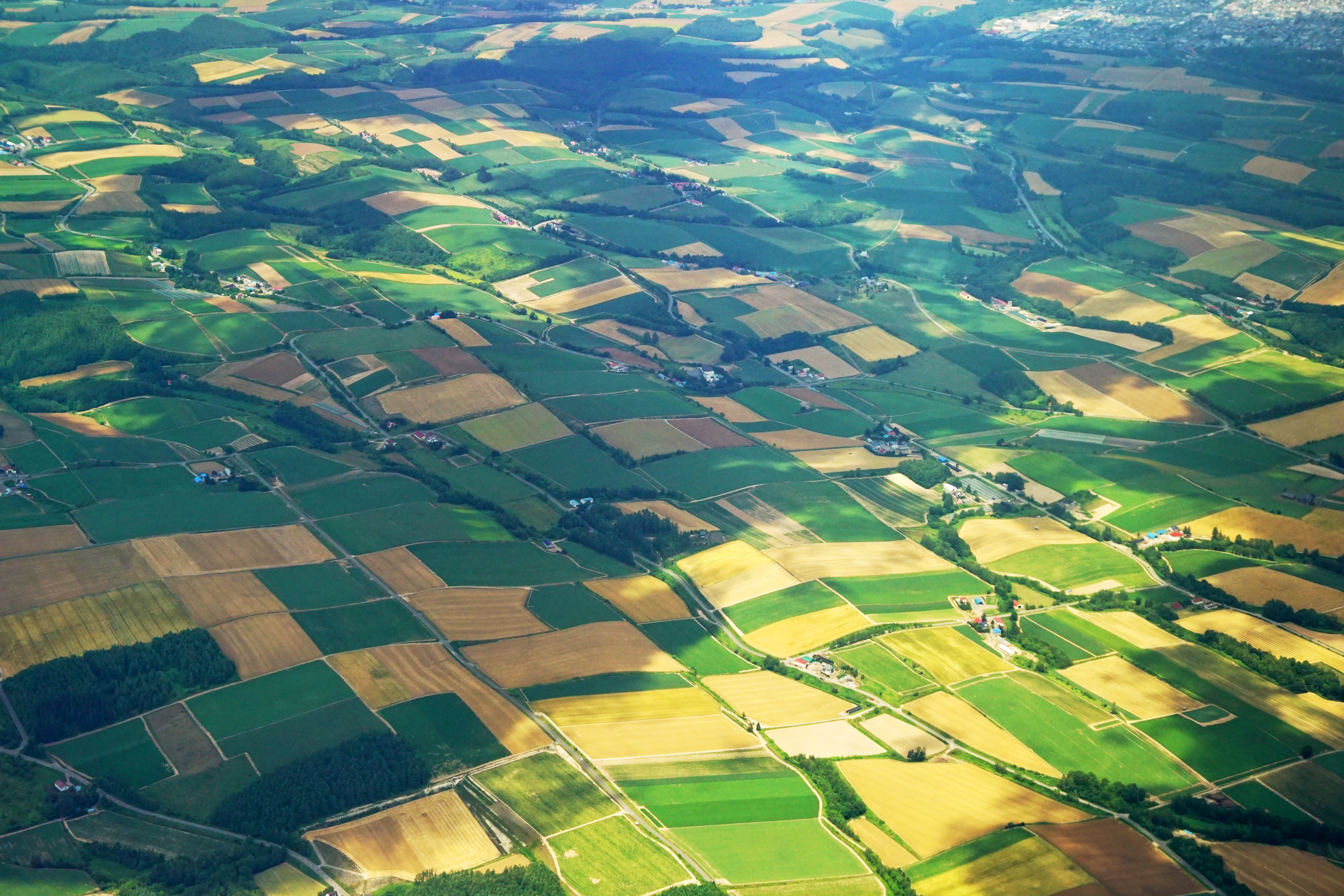
패치워크 로드

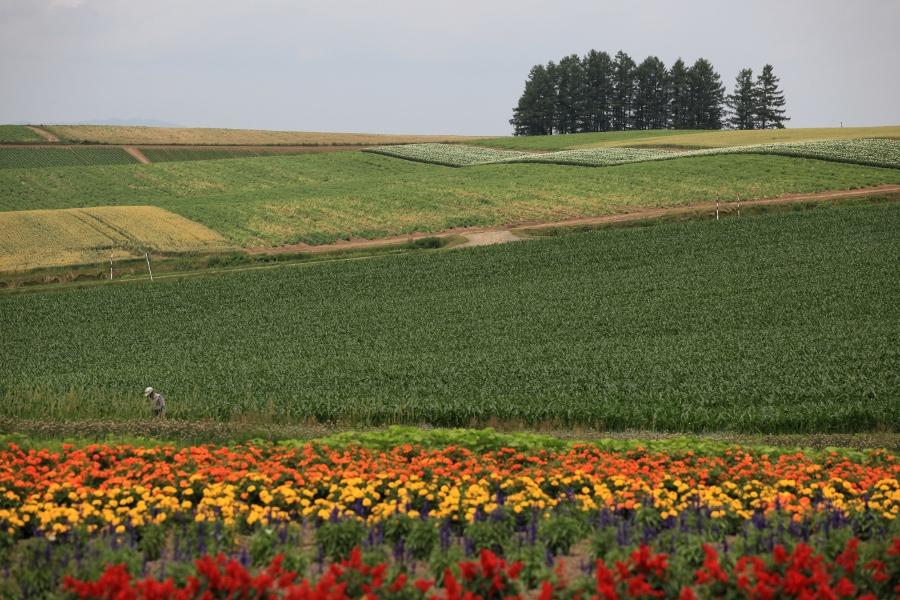

비에이정(일본어: 美瑛町)은 일본 홋카이도 가미카와 지방 중앙부 가미카와군에 있는 정이다. 주변의 후라노시와 함께 홋카이도를 대표하는 관광지로 알려져 있다. 특히 구릉 풍경과 꽃 풍경이 인기가 많아 홋카이도 외부에서 온 이주자도 많다.
유네스코 세계유산 시라카와고가 있는 기후현 시라카와촌, 구로가와 온천이 있는 구마모토현 미나미오구니정 등과 함께 ‘일본에서 가장 아름다운 마을 연합’에 가맹하고 있고 그 사무국이 비에이정에 있다.

## 지리
가미카와 분지와 후라노 분지 사이의 구릉지대이다. 연간 120만 명의 관광객이 방문하는 홋카이도의 대표적 관광지이다.

### 기후
연평균 기온은 5.9도 밖에 되지 않고 겨울은 대단히 추위가 심해 영하 20도를 밑도는 날도 많다. 여름에는 기온이 오르지만 건조해서 지내기 좋다.
| 비에이정의 기후                                              | 비에이정의 기후 | 비에이정의 기후 | 비에이정의 기후 | 비에이정의 기후 | 비에이정의 기후 | 비에이정의 기후 | 비에이정의 기후 | 비에이정의 기후 | 비에이정의 기후 | 비에이정의 기후 | 비에이정의 기후 | 비에이정의 기후 | 비에이정의 기후 |
| 월                                                           | 1월             | 2월             | 3월             | 4월             | 5월             | 6월             | 7월             | 8월             | 9월             | 10월            | 11월            | 12월            | 연간            |
| ------------------------------------------------------------ | --------------- | --------------- | --------------- | --------------- | --------------- | --------------- | --------------- | --------------- | --------------- | --------------- | --------------- | --------------- | --------------- |
| 역대 최고 기온 °C (°F)                                       | 6.0 (42.8)      | 11.4 (52.5)     | 14.9 (58.8)     | 27.0 (80.6)     | 34.4 (93.9)     | 36.0 (96.8)     | 36.1 (97.0)     | 37.1 (98.8)     | 32.7 (90.9)     | 25.7 (78.3)     | 20.2 (68.4)     | 12.1 (53.8)     | 37.1 (98.8)     |
| 일평균 최고 기온 °C (°F)                                     | −3.9 (25.0)     | −2.6 (27.3)     | 2.0 (35.6)      | 10.2 (50.4)     | 18.0 (64.4)     | 22.3 (72.1)     | 25.7 (78.3)     | 25.8 (78.4)     | 21.3 (70.3)     | 14.2 (57.6)     | 5.6 (42.1)      | −1.6 (29.1)     | 11.4 (52.6)     |
| 일일 평균 기온 °C (°F)                                       | −8.7 (16.3)     | −7.9 (17.8)     | −3.0 (26.6)     | 4.4 (39.9)      | 11.3 (52.3)     | 15.9 (60.6)     | 19.7 (67.5)     | 20.0 (68.0)     | 15.2 (59.4)     | 8.3 (46.9)      | 1.5 (34.7)      | −5.5 (22.1)     | 5.9 (42.7)      |
| 일평균 최저 기온 °C (°F)                                     | −14.8 (5.4)     | −14.7 (5.5)     | −9.1 (15.6)     | −1.3 (29.7)     | 4.7 (40.5)      | 10.0 (50.0)     | 14.7 (58.5)     | 15.2 (59.4)     | 9.8 (49.6)      | 3.0 (37.4)      | −2.9 (26.8)     | −10.8 (12.6)    | 0.3 (32.6)      |
| 역대 최저 기온 °C (°F)                                       | −33.2 (−27.8)   | −32.7 (−26.9)   | −27.5 (−17.5)   | −14.2 (6.4)     | −4.7 (23.5)     | −0.9 (30.4)     | 3.8 (38.8)      | 4.7 (40.5)      | −0.6 (30.9)     | −6.0 (21.2)     | −20.8 (−5.4)    | −27.3 (−17.1)   | −33.2 (−27.8)   |
| 평균 강수량 mm (인치)                                        | 41.1 (1.62)     | 38.3 (1.51)     | 47.0 (1.85)     | 49.5 (1.95)     | 68.5 (2.70)     | 69.5 (2.74)     | 121.2 (4.77)    | 168.3 (6.63)    | 129.0 (5.08)    | 96.0 (3.78)     | 94.5 (3.72)     | 73.5 (2.89)     | 996.4 (39.24)   |
| 평균 강설량 cm (인치)                                        | 164 (65)        | 141 (56)        | 129 (51)        | 28 (11)         | 0 (0)           | 0 (0)           | 0 (0)           | 0 (0)           | 0 (0)           | 3 (1.2)         | 79 (31)         | 182 (72)        | 726 (287.2)     |
| 평균 강우일수                                                | 15.2            | 13.1            | 13.6            | 11.4            | 11.0            | 9.9             | 10.9            | 11.7            | 12.3            | 14.1            | 17.9            | 18.2            | 159.3           |
| 평균 강설일수                                                | 21.1            | 18.8            | 17.0            | 3.3             | 0               | 0               | 0               | 0               | 0               | 0.4             | 8.2             | 21.1            | 89.9            |
| 평균 월간 일조시간                                           | 67.5            | 83.2            | 122.1           | 154.0           | 181.5           | 166.0           | 161.6           | 156.2           | 149.8           | 123.4           | 60.1            | 47.9            | 1,473.3         |
| 출처: 일본 기상청 (평년값: 1991년~2020년, 극값: 1977년~현재) |                 |                 |                 |                 |                 |                 |                 |                 |                 |                 |                 |                 |                 |

## 역사
지명의 유래는 아이누어의 ‘피이’(piye, 기름기가 돌고 있다)로, 지방과 같이 탁해진 강을 의미한다는 설이 있다.
- 1900년 - 이시카리국 가미카와군 가무이촌(현 아사히카와시의 일부)에서 분리되어 비에이촌이 되었다.
- 1940년 - 정으로 승격해 비에이정이 되었다.

## 경제
기간산업은 농업으로, 감자·밀·사탕무·옥수수·토마토·아스파라거스·팥·쌀 등을 중심으로 농산물이 생산되고 있다. 또 그 야채를 가공한 식품 제조업, 그리고 목재 가공 등이 번성하고 있다. 관광업은 시로가네 온천 외에도 펜션 등 소규모 숙박시설이 점재한다.

## 교통

### 철도
- 홋카이도 여객철도 후라노선

### 도로
- 국도 237호선(일본어판)
- 국도 452호선

## 명소
- 다이세쓰산
- 켄과 메리의 나무
- 호쿠세이노오카 전망공원

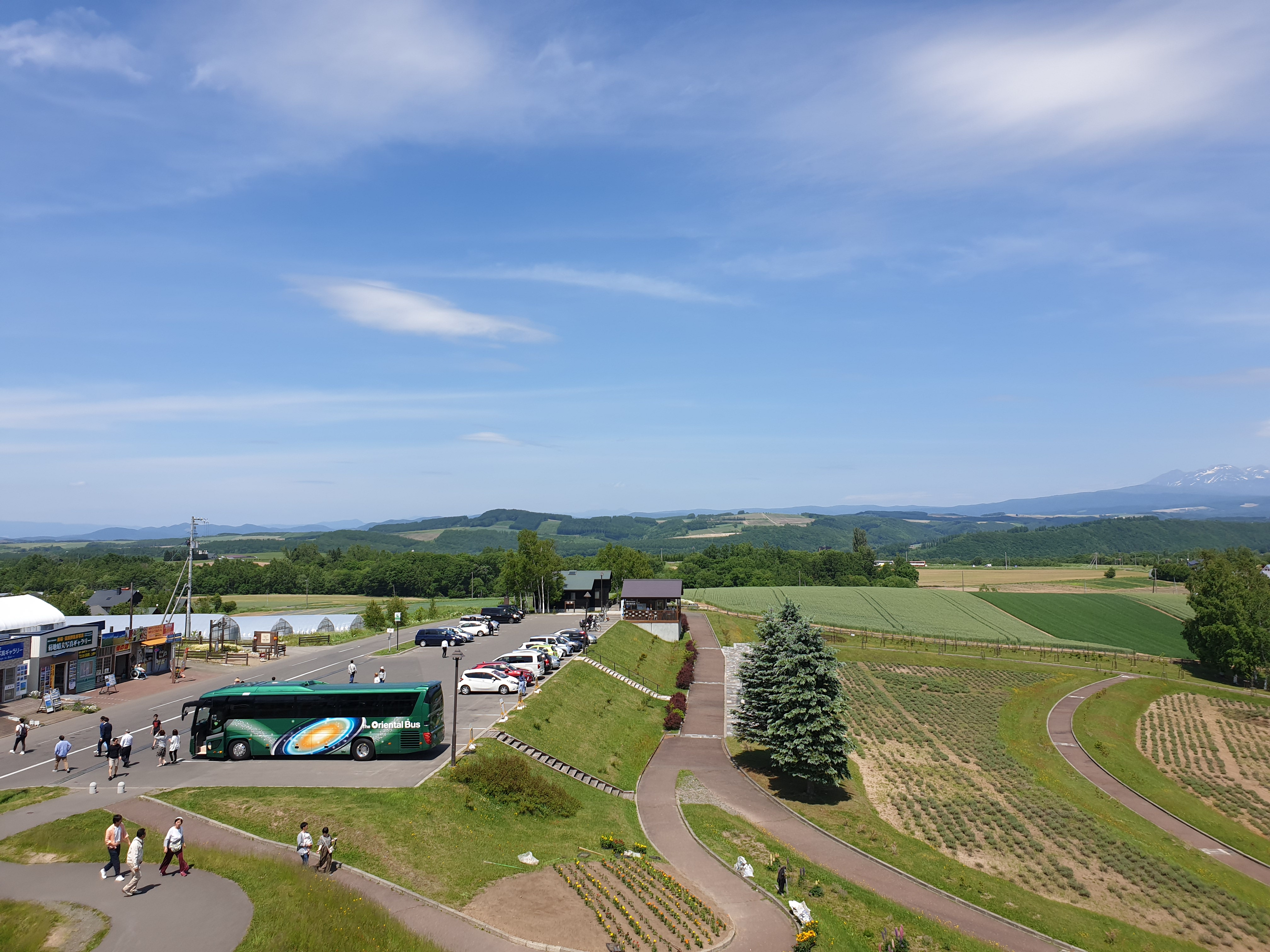
호쿠세이노오카 전망공원에서 바라본 풍경(2019년 6월)
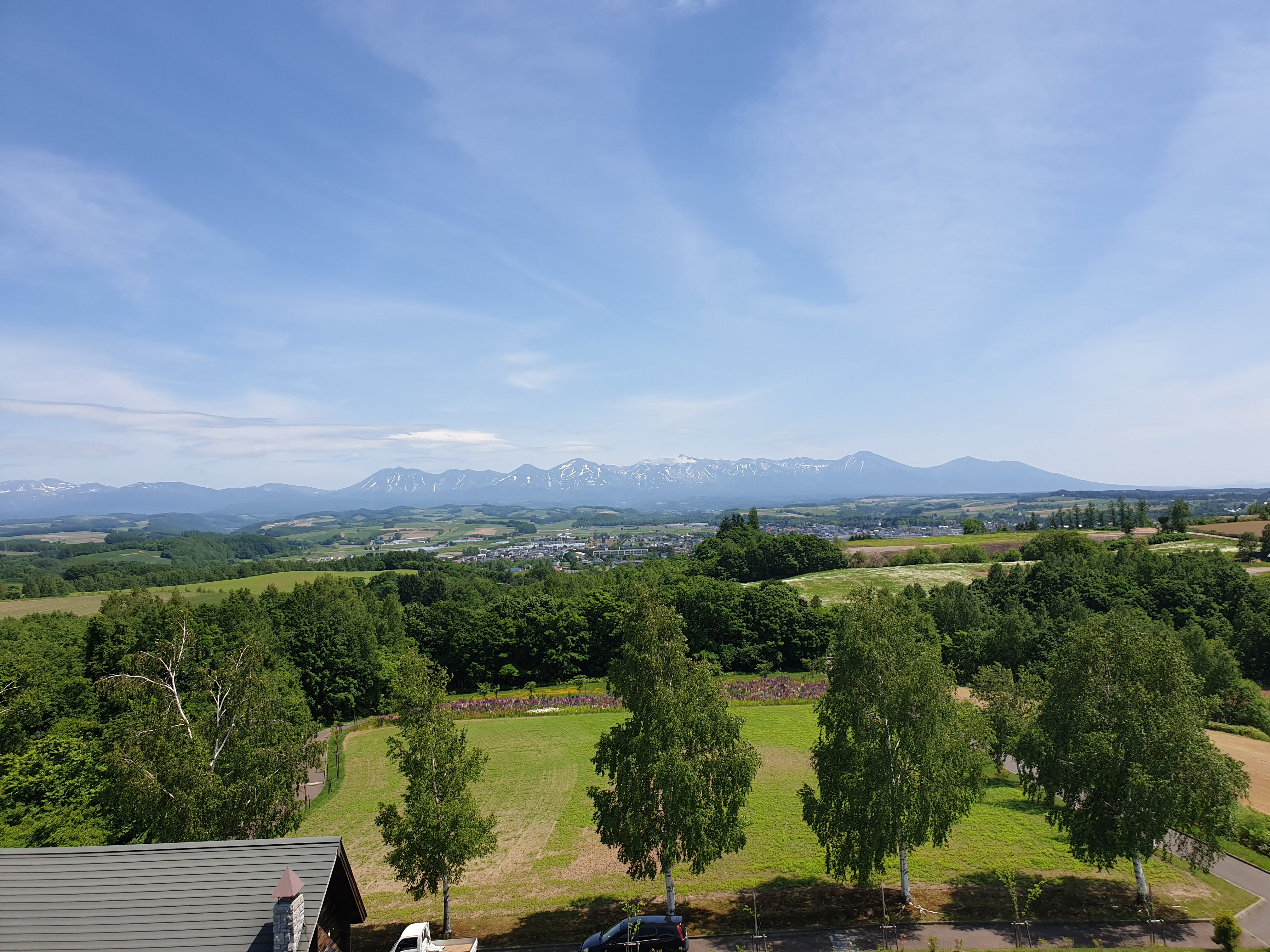
호쿠세이노오카 전망공원에서 바라본 아사히다케의 풍경(2019년 6월)

### 패치워크 로드
비에이는 지역 곳곳에 있는 언덕에 밭이 펼쳐져 있다. 이렇게 이어진 밭이 마치 천 조각을 붙여놓은 것과 비슷해 패치워크의 언덕이라고 불린다. 다이세쓰산의 풍경이 바라보이는 경관의 장점도 갖추어, 일본의 수많은 광고 촬영 장소로 활용되었다. 보통 패치워크 로드는 비에이 서쪽의 구릉지대를 가리키고, 농업용 도로가 밭을 가로지르고 있다.
밭이 패치워크처럼 보이는 것은 같은 땅에 같은 작물을 반복해서 재배하면 연작으로 생산량이 감소하기 때문이다. 이 때문에 감자, 밀, 콩, 비트 등을 순서대로 경작한다.